# Tan Hui-lin
Tan Hui-lin (譚慧玲T, Tán HuìlíngP; 22 febbraio 1964) è un'ex cestista taiwanese.

## Carriera
Con Taiwan ha disputato i Campionati mondiali del 1986.